# Bashkim Fino
Bashkim Fino (født 12. oktober 1962 i Tirana, død 29. marts 2021) var en albansk politiker, der var Albaniens premierminister fra marts til juli 1997.
Fino var uddannet som økonom ved Tiranas Universitet og i USA. Efter sin uddannelse arbejdede han som økonom i Gjirokastër og blev byens borgmester i 1992.
Den 11. marts 1997 udnævnte Albaniens præsident Sali Berisha Fino, der var medlem af oppositionspartiet Albaniens Socialistiske Parti, til premierminster som leder for enhedsregering, der skulle genoprette stabiliteten i landet efter de oprør, der fulgte i kølvandet på sammenbruddet af pyramideforetagenderne i slutningen af 1996, hvor regeringen havde mistet kontrol med store dele af landet. Fino var premierminister under parlamentsvalget i 1997, hvor socialistparti vandt et stort flertal, før han trådte tilbage og blev efterfulgt af partilederen, Fatos Nano.